# Les Vraies Housewives
Les Vraies Housewives  est l'adaptation d'une émission de téléréalité américaine créée en 2006, diffusée dès mars 2013 sur NT1 et rediffusée à partir du 4 avril 2016.

## Concept
Inspirée de la série télévisée américaine Desperate Housewives, et adapté du format américain The Real Housewives, l'émission suit le quotidien scénarisé d'un groupe de cinq femmes d'origine française vivant à Los Angeles dans le quartier chic de Beverly Hills et mettant en lumière leur vie mondaine, leurs rencontres et interactions, ou encore leurs problèmes conjugaux.

## Housewives
- Karine Kaplan : ex-hôtesse de l'air mariée à un puissant avocat américain et mère de trois garçons. Elle a participé à un bref passage dans la série Hollywood Girls sur NRJ12.
- Christine Snider-Decroix : Belge vivant à Los Angeles, ex-femme du milliardaire Ed Snider (en) et ancienne amie de Michael Jackson. Elle a notamment écrit la chanson Je ne veux pas la fin de nous, en collaboration avec le « roi de la Pop ».
- Soumaya Akaaboune : actrice marocaine mariée au réalisateur américain Peter Rodger, avec qui elle a eu un enfant, Jazz.
- Natalie Wizman : Française expatriée aux États-Unis depuis l'âge de 4 ans et mère de deux enfants. Elle est mariée à un homme d'affaires influent, notamment investisseur dans l'enseigne The Coffee Bean. Elle dispose d'une très belle villa sur Sunset Boulevard.
- Christina Amrani : business woman célibataire évoluant dans le milieu de l'esthétique à Los Angeles avec les salons Coktail Wax. Elle vient du nord de la France.

### Audiences
| Émission  | Audience                | Part de marché |
| --------- | ----------------------- | -------------- |
| Épisode 1 | 328 000 téléspectateurs | 1,2 %          |
| Épisode 2 | 300 000 téléspectateurs | 1,9 %          |
| Épisode 3 | 282 000 téléspectateurs | 1,1 %          |
| Épisode 4 | 282 000 téléspectateurs | 2,0 %          |
| Épisode 5 | 253 000 téléspectateurs | 0,9 %          |
| Épisode 6 | 300 000 téléspectateurs | 1,7 %          |

## Réaction
La presse a beaucoup critiqué le programme, le qualifiant souvent de « miroir de la bêtise ». Les candidates sont montrées du doigt pour leur côté trop superficiel, et le fait qu'elles montrent la chirurgie esthétique comme un exemple à suivre. Cela expliquerait en partie le peu de succès de l'émission et les faibles chances qu'une seconde saison soit produite[réf. nécessaire].